# 迪迪耶·德官
迪迪耶·德官（Didier Decoin，1945年3月13日—）是法國小說家、編劇，1977年以小說『地獄約翰』獲龔固爾文學獎。

## 著作一覽
- 地獄約翰
- 林園水塘部

等

## 外部連結
- 迪迪耶·德官在豆瓣上的资料（简体中文）